# Lanhas
Lanhas is een plaats (freguesia) in de Portugese gemeente Vila Verde en telt 535 inwoners (2001).